# Nyiragongo (territoire)
Pour l’article homonyme, voir Nyiragongo.
Le territoire de Nyiragongo est une entité administrative déconcentrée de l'Est de la province du Nord-Kivu en République démocratique du Congo. Il est célèbre pour son volcan actif du même nom, le mont Nyiragongo et ne compte qu'une seule chefferie dirigée par le Mwami et est divisé en 7 groupements de 58 villages. Kibumba en constitue le chef-lieu.
Cette région est riche en histoire, culture et biodiversité, malgré les défis socio-économiques et environnementaux auxquels elle est confrontée.

## Géographie
Le territoire est principalement caractérisé par le mont Nyiragongo, un stratovolcan, l'un des plus dangereux du monde et qui domine le paysage local du haut de ses 3 470 mètres. Ce volcan est connu pour son lac de lave permanent au fond de son cratère, l'un des rares au monde. La présence de ce volcan actif influence significativement la géographie et l'écologie de la région environnante.
Le territoire s'étend au Nord de la ville de Goma et sur les pentes des volcans éteints Karisimbi (4506 m) & Mikeno (4437 m) et des volcans actifs Nyiragongo & Nyamulagira (3056 m).

## Histoire
L'histoire de la région est par une succession d'événements coloniaux, post-coloniaux et des conflits internes. Elle a été habitée par divers groupes ethniques.

## Culture
La culture du Nyiragongo reflète la diversité ethnique de sa population, comprenant principalement les Bakumu, les Bashi, les Nande et d'autres groupes ethniques. Les traditions locales, les danses, la musique et l'artisanat jouent un rôle central dans la vie quotidienne des habitants.

## Économie
L'économie du Nyiragongo repose principalement sur l'agriculture, avec la culture du thé, du café, du maïs, des haricots et d'autres cultures vivrières comme principales sources de revenus pour de nombreux habitants. Le tourisme, bien que perturbé les guerres et conflits incessants, représente un potentiel significatif pour le développement économique local.

## Défis et perspectives
Les conflits armés récurrents, l'insécurité, la pauvreté et les effets du changement climatique constituent des obstacles importants au développement durable et au bien-être des habitants.

## Chefferie
Le territoire est constitué d'une chefferie (chefferie de Bukumu) divisée en 7 groupements. En 2018, la Chefferie de a fait enrôler 150 037 électeurs et 13 conseillers de Chefferie. Elle est dirigée par le mwami Butsitsi Kahembe IV Isaac.